# Amarok (polski zespół muzyczny)
Amarok – projekt muzyczny stworzony przez Michała Wojtasa i Bartosza Jackowskiego w 1999 roku. Od 2003 roku projekt kontynuowany już tylko przez Michała Wojtasa.
W nagraniach do albumów formacji udział brali m.in. Colin Bass i Mariusz Duda oraz inni polscy instrumentaliści. W 2017 roku, po 12 latach przerwy, wydany został album zawierający nowy materiał. Po powrocie Amaroku jej trzon stanowiła, oprócz Wojtasa, Marta Wojtas, która jest autorką tekstów i instrumentalistką. Muzyka Amarok to mieszanka gatunków rocka progresywnego, ambientu i folk.

## Historia
Nazwa zespołu była zainspirowana  tytułem albumu (1990) brytyjskiego muzyka Mike’a Oldfielda. W pierwszych latach działalności autorzy inspiracje czerpali z muzyki tego artysty oraz zespołu Pink Floyd. Po latach twórcy stworzyli własny styl.
Wojtas gra na większości instrumentów, jak gitara elektryczna, klasyczna i basowa, theremin, harmonium, duduk, organy Hammonda, syntezatory analogowe, syntezatory i instrumenty perkusyjne, a także jest głównym wokalistą. Z zespołem współpracował też brytyjski muzyk progresywny Colin Bass przy nagrywaniu albumów Neo Way (2002) i Hunt (2017), a także Mariusz Duda z zespołu Riverside na albumie Metanoia (2004), Hunt (2017).
Po powrocie w 2017 roku Amaroku na scenę muzyczną i do działalności studyjnej i po wydaniu albumu Hunt, członkowie projektu koncertują grając utwory ze wszystkich dotychczasowych albumów. W różnych składach zespół wystąpił na wielu imprezach muzycznych w kraju i za granicą, m.in. ProgFest Legionowo, Ino-Rock Festival (2018), Festiwalu Rocka Progresywnego (Toruń), Warsaw Prog Days, Artrock-Festival (Reichenbach im Vogtland, Niemcy), Tanz Ist (Austria), a także koncertowali na Summer Fog Festival (2019), którego główną gwiazdą był Nick Mason (Pink Floyd).
W 2018 roku brytyjski choreograf James Wilton wykorzystał utwór „Hunt” w przedstawieniu własnego teatru tańca współczesnego James Wilton Dance Company Hold-On, którego premiera odbyła się w Theater Münster (Münster, Niemcy). W 2019 roku Wojtas skomponował ścieżkę dźwiękową do całego przedstawienia Wiltona The Storm, a jego premiera odbyła się w londyńskim centrum performance’u i sztuki The Place. Muzyka z tego przedstawienia znalazła się na albumie The Storm (2019).
W 2020 roku do stałego składu Amarok dołączyli perkusista Konrad Zieliński oraz basista i skrzypek Kornel Popławski.
Michał i Marta Wojtas prowadzą audycję Strefa Wilka w radiu Rockserwis FM.

## Dyskografia
Amarok (2001)
1. „I’m a Rock” 02:17
2. „Fieldmour I” 09:10
3. „Fieldmour II” 06:37
4. „Avalon” 03:16
5. „Fieldmour III” 08:36
6. „Lavera” 03:32
7. „Aqu” 02:54
8. „Meriba” 06:51
9. „Seya” 06:30
10. „Massa” 08:04
11. „Astron” 02:30
12. „Khana” 03:35

Neo Way (2002)
1. „Dajenu” 04:27
2. „Up’ Hill” 04:18
3. „Two Faces” 01:24
4. „…No More A-Roving” 04:58
5. „On the Road” 03:28
6. „Running Time” 03:29
7. „Hope” 05:17
8. „Neo Way I” 02:39
9. „Neo Way II” 06:52
10. „Neo Way III” 04:07
11. „Neo Way VI” 05:30
12. „Neo Way V” 01:04
13. „Neo Way VI” 01:27
14. „Neo Way VII” 06:54

Metanoia (2004)
1. „Metanoia” 06:28
2. „Canticle” 05:18
3. „Rules” 03:07
4. „Look Around” 04:02
5. „Tirzah” 04:50
6. „In Struggle” 05:00
7. „Come What May” 03:12
8. „The Moment” 04:13
9. „Wind From The East” 04:36
10. „The Day After…” 03:51
11. „Landscapes” 07:24

Hunt (2017)
1. „Anonymous”
2. „Idyll”
3. „Distorted Soul”
4. „Two SIdes”
5. „Winding Stairs”
6. „In Closeness”
7. „Unreal”
8. „Nuke”
9. „Hunt”

The Storm (2019)
1. „Warm Coexistence”
2. „Dark Mode”
3. „Natural Affinity”
4. „All The Struggles”
5. „Uplifting”
6. „Subconsciousness”
7. „Facing the Truth (The Grand Finale)”
8. „The Song of All Those Distant”
9. „The Storm”

Hero (2021)
1. „It’s Not The End” 5:23
2. „Surreal” 5:01
3. „Hail! Hail! Al” 6:29
4. „The Orb” 4:59
5. „The Dark Parade” 5:24
6. „Hero” 7:12
7. „What You Sow” 7:23

Hope (2024)
1. „Hope Is” 04:44
2. „Stay Human” 05:52
3. „Insomnia” 06:06
4. „Trail” 07:07
5. „Welcome” 05:16
6. „Queen” 05:15
7. „Perfect Run” 05:50
8. „Don’t Surrender” 06:59
9. „Simple Pleasures” 07:34
10. „Dolina” 03:09